# Маталинский сельсовет
Маталинский сельсовет — упразднённые в 2008 году административно-территориальная единица и сельское поселение в составе Аскинского района. Территория сельсовета вошла в состав Аскинского и Кубиязовского сельсоветов.
Почтовый индекс — 452899. Код ОКАТО — 80204834000.
Создан в 1985 году (Указ Президиума ВС Башкирской АССР от 24.05.1985 N 6-2/150 "Об образовании Маталинского сельсовета в составе Аскинского района").
Состав сельсовета: деревня Новые Багазы — административный центр, деревня Матала. С 1985 по 2006 года административный центр — д. Матала (перенос центра сельсовета согласно Закону Республики Башкортостан от 29.12.2006 N 404-з «О внесении изменений в административно-территориальное устройство Республики Башкортостан в связи с объединением, упразднением, изменением статуса населенных пунктов и переносом административных центров», ст.1, п. 13.). С 1985 по 2004 год в состав сельсовета входила деревня Утяшино (Закон Республики Башкортостан от 17.12.2004 N 125-з (ред. от 06.11.2007) «Об изменениях в административно-территориальном устройстве Республики Башкортостан, изменениях границ и преобразованиях муниципальных образований в Республике Башкортостан»).
Закон Республики Башкортостан от 19.11.2008 N 49-з «Об изменениях в административно-территориальном устройстве Республики Башкортостан в связи с объединением отдельных сельсоветов и передачей населённых пунктов», ст.1 гласил:
 "Внести следующие изменения в административно-территориальное устройство Республики Башкортостан:
 д)изменить границы Аскинского и Маталинского сельсоветов, передав деревню Новые Багазы Маталинского сельсовета в состав Аскинского сельсовета. Изменить границы Кубиязовского и Маталинского сельсоветов, передав деревню Матала Маталинского сельсовета в состав Кубиязовского сельсовета.
 Объединить Аскинский, Бурминский и Куяштырский сельсоветы с сохранением наименования «Аскинский» с административным центром в селе Аскино. Включить село Новая Бурма, деревни Верхненикольское, Талог, Тюйск Бурминского сельсовета, село Куяштыр Куяштырского сельсовета в состав Аскинского сельсовета. 
Утвердить границы Аскинского сельсовета согласно представленной схематической карте. 
Исключить из учётных данных Бурминский, Маталинский и Куяштырский сельсоветы;
На 2008 год граничил с муниципальными образованиями: Кубиязовский сельсовет, Аскинский сельсовет («Закон Республики Башкортостан от 17.12.2004 N 126-з (ред. от 19.11.2008) „О границах, статусе и административных центрах муниципальных образований в Республике Башкортостан“»).
из Указа Президиума ВС Башкирской АССРот 24.05.1985 N 6-2/150:
Образовать в составе Аскинского района Маталинский сельсовет с центром в деревне Матала.

Включить в состав Маталинского сельсовета населенные пункты Матала, Новые Багазы, Утяшино, исключив их из Кубиязовского сельсовета Аскинского района.